# サッカーサモア女子代表
サッカーサモア女子代表（サッカーサモアじょしだいひょう）は、サモアサッカー連盟(英語: Football Federation Samoa, 略称：FFS)によって編成されるサモアの女子サッカーナショナルチームである。オセアニアサッカー連盟(OFC)に所属している。1987年に代表チームが結成され、1998年からオセアニア女子サッカー選手権であるOFC女子ネイションズカップに出場している。
女子ワールドカップ、オリンピックともに出場はない。

## ワールドカップの成績
- 1991 - 不参加
- 1995 - 不参加
- 1999 - 予選敗退
- 2003 - 予選敗退
- 2007 - 予選敗退
- 2011 - 予選敗退

## オリンピックの成績
- 1996 - 不参加
- 2000 - 予選敗退
- 2004 - 予選敗退
- 2008 - 予選敗退
- 2012 - 予選敗退

## OFC女子ネイションズカップの成績
- 1983 - 不参加
- 1986 - 不参加
- 1989 - 不参加
- 1991 - 不参加
- 1995 - 不参加
- 1998 - グループリーグ敗退
- 2003 - 4位
- 2007 - 4位
- 2010 - 不参加

## FIFAランキング
- 初登場 - 94位(2003年7月)
- 最高順位 - 92位(2009年12月)
- 最低順位 - 130位(2011年8月)